# 언더 더 레이더
언더 더 레이더(영어: Under the Radar)는 미국의 음악 잡지이다. 각 호는 당시 인디 뮤직 신에 대한 소식과 함께 책, DVD, 음반에 대한 리뷰가 포함되어 있다. 언더 더 레이더 웹사이트에서도 글을 확인할 수 있다.
음반, 책, DVD의 리뷰는 1점에서 10점까지 점수가 매겨진다. 잡지는 2001년부터 1년에 세 번씩 발간한다.
2001년, 마크 레드펀과 웬디 린치 레드펀이 공동으로 설립하였으며, 이후 둘은 2007년 6월 2일 결혼을 하였다. 마크는 잡지의 시니어 편집자이며, 잡지에 많은 글들을 기고하였다. 웬디는 크리에이티브 디렉터 겸 사진가로, 많은 음악가들의 잡지 표지를 촬영하였다.

## 컨텐츠 및 평가
언더 더 레이더는 에일리언스, 베즈나드 레익스, 더 디어스, 더 듀크 스피릿, 디 얼리스, 에디터스, 더 고! 팀, 호프 오브 더 스테이츠, 아이 라이크 트레인스, 아임 프롬 바르셀로나, 롱 블론즈, 로스 캄페시노스!, 러브 이즈 올, 럭키 솔, 뮤, 무기손, 미스터리 제츠, 더 피페츠, 더 리서치, 세레나-매니시, 더 슬리피 잭슨, 테이큰 바이 트리스, 더 스릴스, 영 갤럭시 등의 미국 출신이 아닌 밴드들을 처음으로 인터뷰한 미국 잡지이다. 또한 뱀파이어 위켄드와 플릿 폭시스를 처음으로 인터뷰하여 종이 잡지에 발행한 잡지사이기도 하다.
크레커팜, 웬디 린치 레드펀, 레이 레고, 쿠리 안젤로, 이언 매덕스, 제임스 러브데이, 어텀 드 와일드, 데이비드 레드펀 등 다양한 사진가들이 활동한다.

## 호
언더 더 레이더는 2001년 12월부터 총 68호에 달하는 잡지를 발행하였다.
- 1호: 그랜대디 (2001년 12월)
- 2호: 디바인 코미디 (2002년 7월)
- 3호: 플레이밍 립스 (2002년 10월)
- 4호: 엘리엇 스미스 (2003년 3월)
- 5호: 블랙 레이블 모터사이클 클럽 (2003년 10월)
- 6호: 라일로 카일리 (2004년 7월)
- 7호: 인터폴 (2004년 10월) [프로테스트 이슈]
- 8호: 브라이트 아이스 (2005년 1월)
- 9호: 슈퍼 퓨리 애니멀스 (2005년 3월)
- 10호: 데스 캡 포 큐티 (2005년 7월)
- 11호: 오 캐나다! (2005년 10월)
- 12호: 벨 & 세바스찬 (2006년 1월)
- 13호: 래콘터스 (2006년 3월)
- 14호: 디어스 (2006년 7월)
- 15호: 더 디셈버리스트 (2006년 10월)
- 16호: 모디스트 마우스 (2007년 1월)
- 17호: 파이스트 (2007년 3월)
- 18호: 테건 앤드 세라 (2007년 7월)
- 19호: 베이루트 (2007년 10월)
- 20호: 쉬 앤 힘 (2008년 1월)
- 21호: 플라이트 오브 더 콩코즈 (2008년 3월)
- 22호: 콜린 멜로이, 크리스 왈라, 브릿 대니얼 (2008년 7월) [프로테스트 이슈]
- 23호: 제니 루이스 (2008년 10월)
- 24호: 메릭 롱, 로빈 펙 놀드, 에즈라 케이닉 (2008년 12월)
- 25호: 그리즐리 베어 (2009년 2월)
- 26호: 뱃 포 래시스 (2009년 4월)
- 27호: 자비스 코커 (2009년 7월)
- 28호: 몬스터스 오브 포크 (2009년 9월)
- 29호: 벤 기버드, 케빈 반스, 데벤드라 반하트, 제니 루이스, 브래포드 콕스 (2009년 12월)
- 30호: 뱀파이어 위켄드 (2010년 3월)
- 31호: 조애나 뉴섬 (2010년 5월)
- 32호: 맷 버닝어 (2010년 7월)
- 33호: 인터폴 (2010년 10월)
- 34호: 수프얀 스티븐스 (2010년 12월)
- 35호: 데스 캡 포 큐티 (2011년 2월)
- 36호: 아지즈 안사리 (2011년 5월)
- 37호: 세인트 빈센트 (2011년 7월)
- 38호: 로빈 펙놀드와 조애나 뉴섬 (2011년 10월)
- 39호: 패리스 배드완, M83, 본 이베어 (2012년 1월)
- 40호: 에드 드로스트, 데이비드 롱스트레스, 트윈 섀도우 (2012년 3월)
- 41호: 예세이어 (2012년 5월)
- 42호: 테건 앤드 세라, 댄 디콘 (2012년 8월) [프로테스트 이슈]
- 43호: 애니멀 컬렉티브 (2012년 11월)
- 44호: 그라임스 (2013년 1월)
- 45호: 피닉스 (2013년 3월)
- 46호: 찰리 XCX (2013년 6월)
- 47호: MGMT (2013년 11월)
- 48호: 하임 (2013년 11월)
- 49호: 프레드 아미슨, 캐리 브라운스타인 (2014년 2월)
- 50호: 퓨처 아일랜드 (2014년 5월)
- 51호: Alt-J (2014년 9월)
- 52호: 세인트 빈센트 (2014년 12월)
- 53호: 테임 임팔라 (2015년 4월)
- 54호: 처치스 (2015년 8월)
- 55호: EL VY (2015년 11월)
- 56호: 파더 존 미스티와 울프 앨리스 (2016년 1월)
- 57호: M83 (2016년 5월)
- 58호: 어맨다 파머 (2016년 9월) [프로테스트 이슈]
- 59호: 플레이밍 립스 (2016년 12월)
- 60호: 파더 존 미스티 (2017년 4월)
- 61호: 그리즐리 베어 (2017년 7월)
- 62호: 줄리앤 베이커 (2017년 10월)
- 63호: 코트니 바넷 (2018년 5월)
- 64호: 카마시 워싱턴 (2018년 8월)
- 65호: 미츠키, 보이지니어스 (2019년 3월)
- 66호: 앤젤 올슨과 슬리터 키니 (2019년 9월)
- 67호: 피비 브리저스와 모지스 섬니 (2020년 9월)
- 68호: 재패니즈 브렉퍼스트와 하임 (2021년 4월) [프로테스트 이슈]

## 수상
언더 더 레이더는 플러그 어워드 중 올해의 잡지 부문에 세 번 후보로 올랐다.

## 엘리엇 스미스의 마지막 인터뷰
2003년, 마크 레드펀과 마커스 캐글러는 싱어송라이터는 엘리엇 스미스를 인터뷰하였으며, 웬디 린치는 스미스를 촬영하여 잡지의 표지로 사용하였다. 당시 스미스는 음반 “From a Basement on the Hill”의 작업에 열중하느라 몇 년 만에 진행한 인터뷰였다. 엘리엇 스미스는 그 후 얼마 되지 않아 사망하였으며, 언더 더 레이더의 엘리엇 스미스 인터뷰는 스미스의 마지막 인터뷰가 되었고, 잡지의 표지는 스미스의 사진 촬영이 되었다.

## 프로테스트 이슈
2004년과 2008년, 미국에서 대통령 선거가 진행되었던 해, 언더 더 레이더는 프로테스트 이슈라는 특별한 호를 만들었다. 정치적 주제를 다룬 기사가 실리며, 그 외에도 밴드나 음악가가 직접 항의의 표시에 관한 물건을 제작해 사진을 찍어 표지로 사용하였다. 만든 물건은 후에 이베이에 경매로 부쳐지며, 그곳에서 발생한 모든 수익금은 정치 활동 단체인 뮤직 포 아메리카에 기부되었다. 이는 2012년과 2016년 미국 대통령 선거에서도 계속됐다. 가장 최근의 프로테스트 이슈는 2021년 4월에 발간된 68호이며, 재패니즈 브렉퍼스트와 하임이 표지를 장식하였다.
미국의 정치 잡지 더 네이션은 2016년에 언더 더 레이더를 가장 가치있는 음악 잡지로 선정하였다.

## 크리스 왈라 익스플레인스 잇 올
2004년에 발행한 7호에서부터 2008년에 발행한 22호까지 데스 캡 포 큐티의 기타리스트이자 인디 록 프로듀서인 크리스 왈라는 언더 더 레이더에 "크리스 왈라 익스플레인스 잇 올"이라는 이름의 정기 칼럼을 기고하였다.

## vs. 시리즈
언더 더 레이더에서는 어떤 음악가에게 영향을 주었거나, 존경하는 음악가를 직접 인터뷰하는 Versus 시리즈가 몇 차례 진행되었다. 클리닉 vs. 캔, 데벤드라 반하트 vs. 도노반, 드레스덴 돌스 vs. 바우하우스, 러브 이즈 올 vs. 바세린, 프라이멀 스크림 vs. 더 크램스, 더 스릴스 vs. 브라이언 윌슨 등이 있다.

## 웹사이트
언더 더 레이더는 웹사이트를 운영한다. 매일 새로운 뉴스가 올라오며, 음반 리뷰나 음악가의 인터뷰도 올라온다. 또한 매주 "이주의 노래"가 공개된다.

## 대중문화에서
언더 더 레이더의 가상의 표지가 2019년 아카데미에서 상을 수상한 영화 사운드 오브 메탈에서 묘사됐다.